# Aérodrome de Sedan - Douzy
L’aérodrome de Sedan - Douzy (code OACI : LFSJ) est un aérodrome civil, ouvert à la circulation aérienne publique (CAP), situé sur la commune de Douzy à 6 km au sud-est de Sedan dans les Ardennes (région Grand Est, France). 
Il est utilisé pour la pratique d’activités de loisirs et de tourisme (aviation légère et aéromodélisme). Sa gestion est assurée par le Syndicat intercommunal de gestion et de valorisation de l’aérodrome de Douzy.

## Histoire
L’aérodrome a été créé en 1909 par Roger Sommer. Jusqu’à la Première Guerre mondiale, il sert de terrain d’essai aux avions fabriqués dans les ateliers de fabrication d’aéroplanes Sommer.
Une école de pilotage s'y crée, considéré comme la première école de pilotage d’avion au monde.
Le 9 février 1910, l’aviateur Jules Noël et son passager italien se tuent sur le terrain d’aviation. 
Lors de la percée de Sedan, le 10 et 11 mai 1940, l’aérodrome est bombardé par l’aviation allemande qui détruit un grand nombre d’avions français au sol.
En 1968, une piste en dur de 800 m de long et de 30 m de large est aménagée.
En 1989, le Musée des débuts de l'aviation est créé sur l’aérodrome.
Depuis juillet 1999, l’aérodrome est géré par le Syndicat intercommunal de gestion et de valorisation de l’aérodrome de Douzy (SIGVAD).

## Installations
L’aérodrome dispose de deux pistes orientées est-ouest (08/26) :
- une piste bitumée longue de 800 m et large de 30 ;
- une piste en herbe longue de 1 100 m et large de 80.

L’aérodrome n’est pas contrôlé. Les communications s’effectuent en auto-information sur la fréquence de 123,500 MHz.
S’y ajoutent :
- des aires de stationnement ;
- des hangars ;
- une station d’avitaillement en carburant (100LL) et en lubrifiant[4].

## Activités
- Aéro-club Roger-Sommer